# Algieria na Mistrzostwach Świata w Lekkoatletyce 2015
Algieria na Mistrzostwach Świata w Lekkoatletyce 2015 – reprezentacja Algierii podczas Mistrzostw Świata w Pekinie liczyła 14 zawodników.

## Występy reprezentantów Algierii

### Mężczyźni

#### Konkurencje biegowe
| Konkurencja                   | Zawodnik            | Runda 1  | Runda 1 | Półfinał   | Półfinał | Finał    | Finał   |
| Konkurencja                   | Zawodnik            | Rezultat | Pozycja | Rezultat   | Pozycja  | Rezultat | Pozycja |
| ----------------------------- | ------------------- | -------- | ------- | ---------- | -------- | -------- | ------- |
| Bieg na 800 m                 | Khalid Benmahdi     | 1:49,61  | 40.     | NQ         | NQ       | NQ       | NQ      |
| Bieg na 1500 m                | Yassine Hathat      | 3:40,16  | 20.     | NQ         | NQ       | NQ       | NQ      |
| Bieg na 1500 m                | Salim Keddar        | 3:44,81  | 34.     | NQ         | NQ       | NQ       | NQ      |
| Bieg na 1500 m                | Taoufik Makhloufi   | 3:42,72  | 24. Q   | 3:35,05    | 2. Q     | 3:34,76  | 4.      |
| Bieg na 400 m przez płotki    | Saber Boukemouche   | 51,54    | 38.     | NQ         | NQ       | NQ       | NQ      |
| Bieg na 400 m przez płotki    | Abdelmalik Lahoulou | 49,33    | 19. q   | 48,87 (NR) | 14.      | NQ       | NQ      |
| Bieg na 400 m przez płotki    | Mioud Rahmani       | 50,21    | 35.     | NQ         | NQ       | NQ       | NQ      |
| Bieg na 3000 m z przeszkodami | Hicham Bouchicha    | 8:30,07  | 12. q   | —          | —        | 8:33,79  | 14.     |
| Bieg na 3000 m z przeszkodami | Bilal Tabti         | 8:26,99  | 8. Q    | —          | —        | 8:29,04  | 13.     |
| Bieg na 3000 m z przeszkodami | Abdelhamid Zerrifi  | 8:51,89  | 28.     | —          | —        | NQ       | NQ      |

#### Konkurencje techniczne
| Dziesięciobój  | Dziesięciobój       | Dziesięciobój | Dziesięciobój | Dziesięciobój |
| Zawodnik       | Konkurencja         | Wynik         | Punkty        | Pozycja       |
| -------------- | ------------------- | ------------- | ------------- | ------------- |
| Larbi Bourrada | Bieg na 100 m       | 10,83 (SB)    | 899           | 11.           |
| Larbi Bourrada | Skok w dal          | 7,51 (SB)     | 937           | 9.            |
| Larbi Bourrada | Pchnięcie kulą      | 13,73 (SB)    | 712           | 22.           |
| Larbi Bourrada | Skok wzwyż          | 2,07 (SB)     | 868           | 7.            |
| Larbi Bourrada | Bieg na 400 m       | 47,60 (SB)    | 929           | 5.            |
| Larbi Bourrada | Bieg na 110 m p.pł. | 14,26 (PB)    | 941           | 7.            |
| Larbi Bourrada | Rzut dyskiem        | 41,53 (PB)    | 696           | 17.           |
| Larbi Bourrada | Skok o tyczce       | 4,80 (SB)     | 849           | 15.           |
| Larbi Bourrada | Rzut oszczepem      | 63,82 (SB)    | 795           | 3.            |
| Larbi Bourrada | Bieg na 1500 m      | 4:16,61 (SB)  | 835           | 2.            |
| Razem          | Razem               | Razem         | 8461 (AR)     | 5.            |

### Kobiety

#### Konkurencje biegowe
| Konkurencja                   | Zawodniczka     | Runda 1      | Runda 1 | Półfinał | Półfinał | Finał    | Finał   |
| Konkurencja                   | Zawodniczka     | Rezultat     | Pozycja | Rezultat | Pozycja  | Rezultat | Pozycja |
| ----------------------------- | --------------- | ------------ | ------- | -------- | -------- | -------- | ------- |
| Bieg na 3000 m z przeszkodami | Amina Bettiche  | 9:36,10 (SB) | 18.     | —        | —        | NQ       | NQ      |
| Maraton                       | Souad Aït Salem | —            | —       | —        | —        | DNF      | DNF     |
| Maraton                       | Barkahoum Drici | —            | —       | —        | —        | DNF      | DNF     |